# Gbenga Akinnagbe
Gbenga Akkinagbe est un acteur américain, né le 12 décembre 1978 à Washington DC.
Il est connu pour son rôle de Chris Partlow dans la série Sur écoute.

## Biographie

### Vie personnelle
Akinnagbe est le cousin du rappeur Wale.

## Filmographie

### Cinéma

#### Courts métrages
- 2005 : They're Made Out of Meat de Stephen O'Regan : Merlin
- 2007 : Man-Up de Miles Maker : Q
- 2013 : Sweet, Sweet Country de Dehanza Rogers : Ernesto

#### Longs métrages
- 2007 : La Famille Savage (The Savages) de Tamara Jenkins : Jimmy
- 2009 : L'Attaque du métro 123 (The Taking of Pelham 1 2 3) de Tony Scott : Wallace
- 2009 : Lottery Ticket d'Erik White (en) : Lorenzo
- 2010 : The Somnambulist de Rachel Grissom : Alex Chandler
- 2010 : Hors de contrôle (Edge of Darkness) de Martin Campbell : l'inspecteur Darcy Jones
- 2011 : Red & Blue Marbles de Shaun Lapacek : Cabal
- 2012 : Overnight de Valerie Breiman : TMJ
- 2013 : Home de Jono Oliver : Jack Hall
- 2013 : Big Words de Neil Drumming : James
- 2014 : A Day To Kill (Mall) de Joe Hahn
- 2014 : Phantom Halo d'Antonia Bogdanovich : Roman
- 2014 : Fort Bliss de Claudia Myers : Sergent Butcher
- 2015 : Knucklehead de Ben Bowman : Langston
- 2016 : Independence Day: Resurgence : l'agent Travis
- 2017 : Crown Heights de Matt Ruskin :
- 2017 : Detroit de Kathryn Bigelow : Aubrey Pollard Sr.
- 2021 : Clair-obscur (Passing) de Rebecca Hall : Dave Freedland
- 2023 : Black Flies (Asphalt City) de Jean-Stéphane Sauvaire : Verdis
- 2023 : Fast Charlie de Phillip Noyce : Beggar Mercado
- 2025 : A House of Dynamite de Kathryn Bigelow

### Télévision

#### Téléfilms
- 2009 : Maggie Hill de Stephen Hopkins : Elliot Springer
- 2013 : The Funtime Gang de Neil Mahoney : Inmate

#### Séries télévisées
- 2002 - 2008 : Sur écoute (The Wire) (30 épisodes) : Chris Partlow / Officier dans la salle d'audience
- 2005 - 2006 : Barbershop (10 épisodes) : Yinka
- 2006 : Conviction :
  - (saison 1, épisode 12 : Abus de pouvoir [1/2]) : Calvin Wade
  - (saison 1, épisode 13 : À huis clos [2/2]) : Gary Wade
- 2007 : Numb3rs (saison 3, épisode 16 : Tous les coups sont permis) : Ben Ellis
- 2008 : Cold Case : Affaires classées (Cold Case) (saison 6, épisode 10 : Scrutin à vendre) : Victor Nash '05 / '08
- 2009 : The Line (saison 1, épisode 05 : August) : Dante Rollings
- 2009 : Fringe (saison 1, épisode 12 : Contrôle parental) : Akim
- 2009 - 2014 : New York, unité spéciale (Law and Order: Special Victims Unit) :
  - (saison 10, épisode 17 : Vivre l'enfer) : Elijah Okello
  - (saison 14, épisode 09 : L'Emprise de la nuit) : Père Biobaku
  - (saison 15, épisode 11 : Amaro's One-Eighty) : Père Biobaku
- 2010 - 2011 : The Good Wife : Pasteur Isaiah Easton
  - (saison 1, épisode 17 : À cœur ouvert)
  - (saison 1, épisode 19 : Discrimination)
  - (saison 1, épisode 23 : Il n'est jamais trop tard)
  - (saison 2, épisode 07 : Mauvaises filles)
  - (saison 2, épisode 17 : Immunité)
- 2011 : A Gifted Man : Dr Leo "Bax" Baxter
  - (saison 1, épisode 02 : L'enfer se déchaîne)
  - (saison 1, épisode 03 : Un ciel sans nuage)
- 2011 : Brooklyn Shakara (saison 1, épisode 01) : Emeka Nwandu
- 2011 : Chase (saison 1, épisode 17 : L'Homme de ses rêves) : John Macon
- 2011 : Blue Bloods (saison 1, épisode 20 : Tout ce qui brille) : Pierre
- 2011 - 2012 : Nurse Jackie (8 épisodes) : Kelly Slater
- 2012 : The Unknown (saison 1, épisode 05 : Life Sentence) : Vincent
- 2012 : Elementary (saison 1, épisode 10 : Léviathan) : Jeremy Lopez
- 2012 : Damages : Walid Cooper
  - (saison 5, épisode 02 : Paranoïa)
  - (saison 5, épisode 05 : Incompétences)
  - (saison 5, épisode 09 : Le Traître)
  - (saison 5, épisode 10 : Tous comptes faits)
- 2013 : Graceland (8 épisodes) : Jeremiah Bello
- 2014 : 24 heures chrono : 24: Live Another Day (12 épisodes) : Erik Ritter
- 2015 : Following (11 épisodes) :
- 2015 : Limitless : Quentin Walker
- 2016 : Madam Secretary : Chris Santumari
- 2017 - 2018 : The Deuce : Larry Brown (saisons 1 et 2)
- 2020 : Evil : Lando Mutabazi
- 2021 : Wu-Tang: An American Saga : John “Mook” Gibbons (saison 2)
- 2022 : The Old Man : Julian Carson
- 2023 : Power Book II: Ghost : Ron Samuel « RSJ » Jenkins (saison 3)

## Voix francophones
En France, Raphaël Cohen est la voix régulière de Gbenga Akinnagbe depuis la série Sur écoute en 2002.
En France
| - Raphaël Cohen dans (les séries télévisées) : - Sur écoute - Numbers - Cold Case : Affaires classées - New York, unité spéciale - Dark Blue : Unité infiltrée - The Good Wife - A Gifted Man - Blue Bloods - Nurse Jackie - Elementary - Damages - 24 Heures chrono - Limitless - Madam Secretary - Evil - The Old Man - Rody Benghezala dans : - Independence Day: Resurgence - All the Devil's Men (en) - Mon étoile solaire | et aussi - Laurent Morteau dans Barbershop (en) (série télévisée) - Suleymane Sulo dans L'Attaque du métro 123 - Jean-Baptiste Anoumon dans Chase (série télévisée) - Mike Fedée dans The Deuce (série télévisée) |